# Michael Linzer
 Michael Linzer  (nacido el 2 de noviembre de 1989) es un tenista profesional austríaco, nacido en la ciudad de Oberpullendorf.

## Carrera
Su mejor ranking individual es el N.º 236  alcanzado el 20 de agosto de 2012, mientras que en dobles logró la posición 380 el 30 de julio de 2012.
Ha logrado hasta el momento 1 título de la categoría ATP Challenger Tour en la modalidad de dobles, además de varios títulos Futures tanto en individuales como en dobles.

## Títulos; 1 (0 + 1)
| Leyenda                     | Individuales | Dobles |
| --------------------------- | ------------ | ------ |
| Grand Slam                  | 0            | 0      |
| ATP World Tour Finals       | 0            | 0      |
| ATP World Tour Masters 1000 | 0            | 0      |
| ATP World Tour 500 Series   | 0            | 0      |
| ATP World Tour 250 Series   | 0            | 0      |
| ATP Challenger Series       | 0            | 1      |

### Dobles
| N.º | Fecha      | Torneo                | Superficie | Compañero     | Oponentes en la final   | Resultado |
| --- | ---------- | --------------------- | ---------- | ------------- | ----------------------- | --------- |
| 1.  | 29.07.2012 | Challenger de Tampere | Tierra     | Gerald Melzer | Niels Desein André Ghem | 6-1, 7-63 |